# سیارک ۱۴۸۲
سیارک ۱۴۸۲ (به انگلیسی: 1482 Sebastiana، نامگذاری:1938DA1) هزار و چهارصد و هشتاد و دومین سیارک کشف شده‌است که در ۲۰ فوریه ۱۹۳۸ و در هایدلبرگ کشف شد.
قدر مطلق سیارک برابر ۱۱٫۰۴ است.